# Martijn Reuser
Martin Franciscus Reuser (ur. 1 lutego 1975 w Amsterdamie) – holenderski piłkarz występujący na pozycji pomocnika. Obecnie jest zawodnikiem NAC Breda.

## Kariera klubowa
Reuser profesjonalną karierę rozpoczynał w Ajaxie Amsterdam. W jego barwach zadebiutował 24 października 1993 w zremisowanym 2-2 pojedynku z Feyenoordem, rozegranym w ramach rozgrywek Eredivisie. W debiutanckim sezonie 1993/1994 rozegrał dwa spotkania. Z klubem wywalczył także mistrzostwo Holandii. W następnym sezonie ponownie sięgnął po to trofeum. 20 sierpnia 1995 strzelił pierwszego gola w zawodowej karierze. Było to w wygranym 4-0 ligowym meczu z FC Utrechtem. W 1996 roku po raz trzeci z rzędu został z Ajaxem mistrzem Holandii. W sierpniu 1997 został wypożyczony do innego pierwszoligowca – SBV Vitesse. Pierwszy występ zanotował tam 18 października 1997 w zremisowanym 1-1 ligowym spotkaniu z Rodą Kerkrade. W Vitesse spędził dwa sezony, a potem powrócił do Ajaxu. Zdążył tam wystąpić jeszcze trzy razy, a w styczniu 2000 sprzedano go do angielskiego Ipswich Town.
Wraz z nowym klubem już w pierwszym sezonie awansował do ekstraklasy. W Premier League zadebiutował 19 sierpnia 2000 w przegranym 1-3 meczu z Tottenhamem Hotspur. W 2002 roku zajął z Ipswich osiemnaste miejsce w lidze i spadł z nim do drugiej ligi. Tam spędził jeszcze dwa sezony. W sumie w barwach Ipswich rozegrał 92 spotkania i zdobył 14 bramek.
W 2004 roku powrócił do Holandii, a konkretnie do Willem II Tilburg. Zadebiutował tam 14 sierpnia 2004 w przegranym 0-2 meczu z NEC Nijmegen. W Willem był graczem podstawowej jedenastki i sumie zagrał tam 47 razy, a także strzelił 14 goli. W 2006 roku odszedł do innego pierwszoligowca – RKC Waalwijk. Pierwszy występ zanotował tam 20 sierpnia 2006 w przegranym 0-5 spotkaniu z Ajaxem Amsterdam. Na koniec pierwszego sezonu w RKC, spadł z nim do drugiej ligi. Na zaplecze ekstraklasy grał jeszcze przez rok.
Latem 2008 trafił do pierwszoligowego NAC Breda. Debiut zaliczył 31 sierpnia 2008 w meczu z AZ Alkmaar (2-1 dla NAC).

## Kariera reprezentacyjna
Reuser jest reprezentantem Holandii. W drużynie narodowej zadebiutował 13 października 1998 w bezbramkowo zremisowanym towarzyskim meczu z Ghaną. Dotychczas było to jednak jedyne spotkanie rozegrane przez niego w kadrze.